# Benátky (Štěpánov)
Benátky (německy Benatek) jsou osada města Štěpánov v okrese Olomouc. Nachází se v katastrálním území Moravská Huzová, asi 3 km jihovýchodně od Štěpánova, 8 km jihozápadně od Šternberka a asi 12 km severozápadně od centra Olomouce. V roce 2021 zde žilo 97 obyvatel v 35 domech.
Benátkami protéká řeka Oskava, která osadu rozděluje na dvě části – menší západní část s čp. 182, 188, 192, 193, 196, 197, 199, 202 a 205 a větší východní část se zbytkem čísel popisných. Celkem jich je v Benátkách registrováno čtyřicet.
Sídlem procházejí silnice III/4468 a III/44616. Nachází se zde kaple svatého Gotharda z 19. století a malý, bezejmenný rybník.
| Rok            | 1869 | 1880 | 1890 | 1900 | 1910 | 1921 | 1930 | 1950 | 1961 | 1970 | 1980 | 1991 | 2001 | 2011 | 2021 |
| -------------- | ---- | ---- | ---- | ---- | ---- | ---- | ---- | ---- | ---- | ---- | ---- | ---- | ---- | ---- | ---- |
| Počet obyvatel | 100  | 96   | 119  | 113  | 106  | 103  | 113  | 84   | 82   | 94   | 70   | 73   | 87   | 82   | 97   |
| Počet domů     | 12   | 13   | 13   | 15   | 14   | 16   | 20   | 22   | –    | 23   | 21   | 25   | 25   | 29   | 35   |